# Монарда точечная
Мона́рда то́чечная (лат. Monárda punctáta) — многолетнее травянистое растение, вид рода Монарда семейства Яснотковые, произрастающее в Северной Америке и культивируемое в субтропических районах планеты.

## Биологическое описание
Многолетнее травянистое растение высотой 30—90 см.

## Сырьё
Растение может давать 0,62—1 % эфирного монардового масла, которое получают из растений путём паровой дистилляции.

## Химический состав
Эфирное масло содержит тимол (65—70%), карвакрол, п-цимол, тимогидрохинон, пинен, ментол.

## Использование
Эфирное масло монарды точечной обладает антисептическими и слабительными свойствами.